# Soeuria soeur
Soeuria soeur is een spinnensoort in de taxonomische indeling van de lijmspuiters (Scytodidae).
Het dier behoort tot het geslacht Soeuria. De wetenschappelijke naam van de soort werd voor het eerst geldig gepubliceerd in 1997 door Michael Ilmari Saaristo.